# Levante-EMV
|  | «Levante» redirigeix aquí. Vegeu-ne altres significats a «Levante (desambiguació)». |

Levante-El Mercantil Valenciano és un diari del País Valencià que pertany al grup editorial Prensa Ibérica, que també edita el diari Información a Alacant. Des del 1977 va pertànyer a Medios de Comunicación Social del Estado i el 1984 va ser adquirit per l'empresa privada Prensa Valenciana.
La línia ideològica se situa en el centreesquerra, tot i que manté la seua independència. Té diferents edicions que solen correspondre amb les comarques (la Safor, l'Horta, la Ribera...). Es manté com el diari valencià més llegit.
L'edició en paper es publica majoritàriament en castellà, per bé que diàriament publica dues pàgines en valencià (Posdata) amb notes culturals i socials, i setmanalment el suplement literari Post Data, a part d'algunes col·laboracions i articles. L'edició digital té versió en castellà.
A Castelló va publicar com a Levante de Castellón durant algun anys fins que es va tancar la capçalera en comprar l'empresa editora del diari El Periódico Mediterráneo.

## Periodistes i col·laboradors rellevants
- Joan Fuster i Ortells, historiador, escriptor i assagista[4]
- Jesús Prado, periodista. Va ser director del diari.[5]
- Francesc de Paula Burguera, escriptor i periodista valencià. Va participar activament en la política valenciana de la Transició.[6]
- Antonio Ortiz Fuster, conegut com a Ortifus, humorista gràfic valencià. Publica diàriament una tira còmica en la segona pàgina del diari.[7]
- Josep Lluís Torró, treballà en el mitjà durant l'època de la transició democràtica.[8]
- Emili Piera i Cardó, periodista especialitzat en temes d'agricultura i medi ambient i guionista.[9]
- Maria Josep Picó, periodista, autora dels llibres El canvi climàtic a casa nostra (2008) i El planeta i tu. Idees per a cuidar el medi ambient (2008).[10]
- Xipell (dibuixant)